# Grå kurrawong
Grå kurrawong (Strepera versicolor) är en australisk tätting i familjen svalstarar.

## Utseende och läte
Grå kurrawong är en stor kråk-liknande fågel, i genomsnitt 48 cm lång, med gul iris, tung näbb och mörk fjäderdräkt med vitt på vingarna och undersidan av stjärten. Hanen och honan ser ungefär likadana ut. De olika underarternas huvudsakliga färg varierar från skiffergrå till sotsvart. Den har ett starkt och distinkt läte, ringande eller klinkande. 

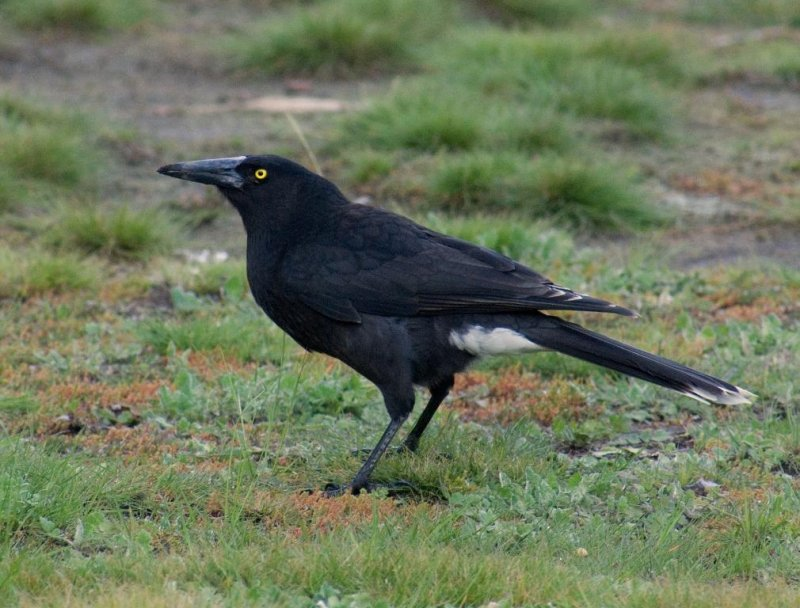
Tasmania ssp. har sotsvart fjäderdräkt
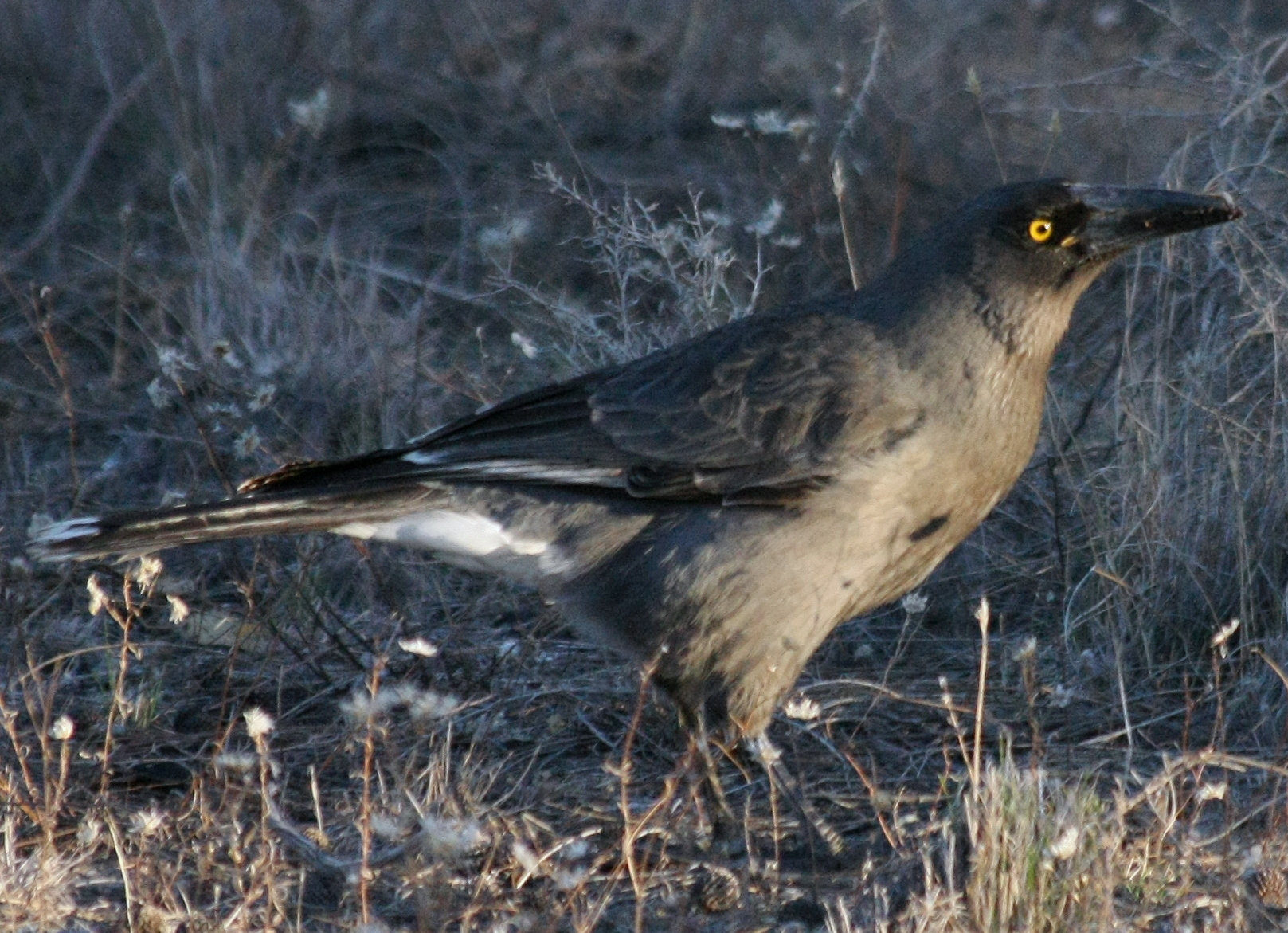
Ssp. plumbea har kraftigare och lätt nedåtkrökt näbb
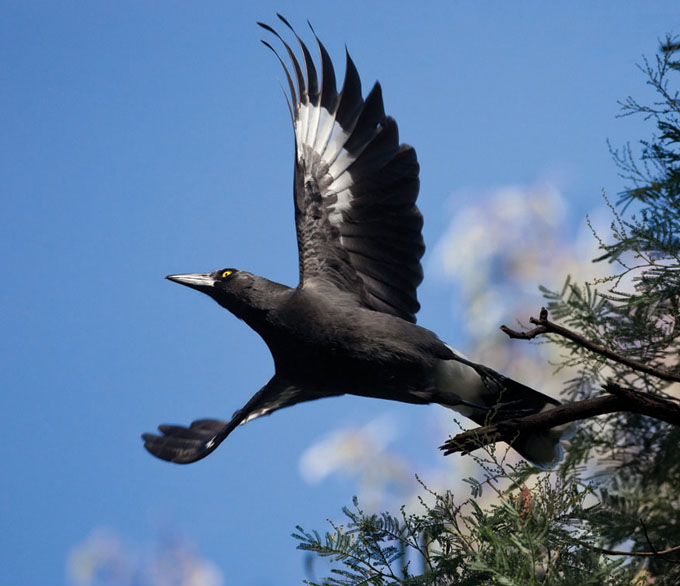
I flykten syns de vita partierna på undersidan vingen och undergumpen.
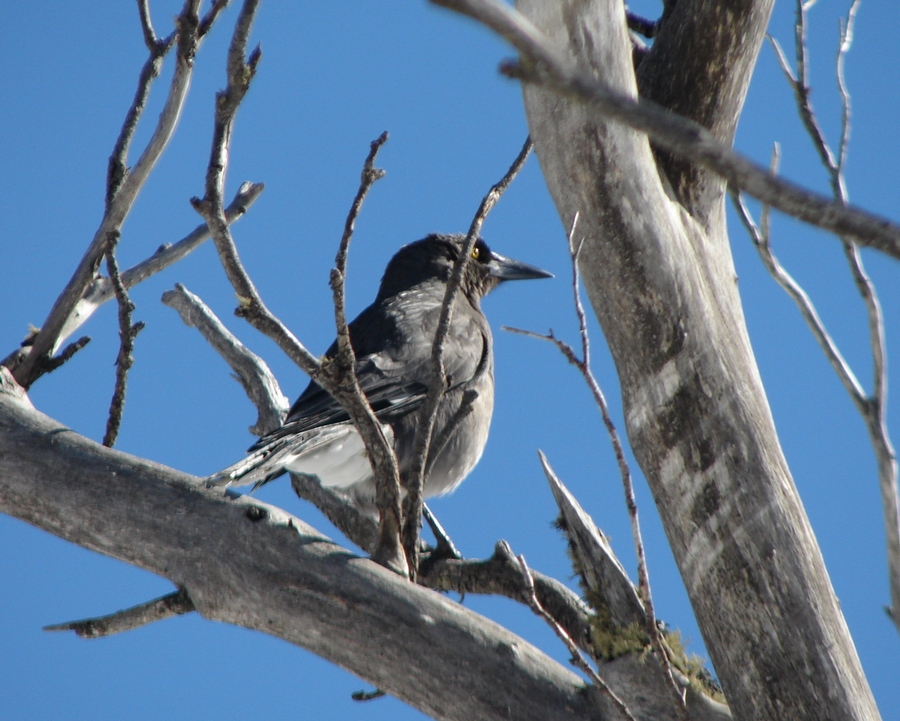

## Utbredning och systematik
Grå kurrawong hör hemma i södra Australien. delas in i sex underarter i fem distinkta grupper med följande utbredning:
- versicolor/plumbea-gruppen 
  - Strepera versicolor versicolor – förekommer från sydöstra Australien till södra och sydvästra Victoria
  - Strepera versicolor plumbea – förekommer från södra Western Australia till nordvästra och allra sydvästligaste South Australia
- Strepera versicolor arguta – förekommer på östra Tasmanien
- Strepera versicolor melanoptera – förekommer i sydöstra South Australia, närliggande sydvästra New South Wales och nordvästra Victoria
- Strepera versicolor intermedia – förekommer från södra centrala South Australien till halvöarna Eyrehalvön och Kap Yorkhalvön
- Strepera versicolor halmaturina – förekommer på Kangaroo Island

### Familjetillhörighet
Törnkråkorna i Cracticus, flöjtkråkan (Gymnorhina tibicen), kurrawongerna i Strepera samt de två arterna i Peltops placerades tidigare i den egna familjen Cracticidae. Dessa är dock nära släkt med svalstararna i Artamidae och förs allt oftare dit.

## Levnadssätt
Grå kurrawong lever normalt bofast i sitt utbredningsområde, men vintertid kan den besöka Australiens sydöstra horn. Eftersom den är jämförelsevis lite studerad är endast lite av dess beteende känt. Den är allätare och har en diet som inkluderar diverse bär, ryggradslösa djur och små ryggradsdjur. Den är mindre trädlevande än svartvit kurrawong och genomför sitt födosökande i större utsträckning på marken. Boet byggs högt upp i träd, vilket bidragit till att begränsa studiet av dess häckningsbeteende. Till skillnad från den svartvita släktingen har den påverkats starkt negativt av människan och minskat i antal i stora delar av utbredningsområdet. Livsmiljön utgörs av alla typer av skog, liksom busklandskapet i de södra delarna av Australien. 

## Status och hot
Arten har ett stort utbredningsområde och en stor population med stabil utveckling och tros inte vara utsatt för något substantiellt hot. Utifrån dessa kriterier kategoriserar internationella naturvårdsunionen IUCN arten som livskraftig (LC).